# کاسینا اس‌.پی.ای.
کاسینا اس.پی.ای. (به انگلیسی: .Cassina S.p.A) شرکت لوازم خانگی ایتالیایی است، که در سال ۱۹۲۷ میلادی تأسیس شد.

## ریشه‌ها

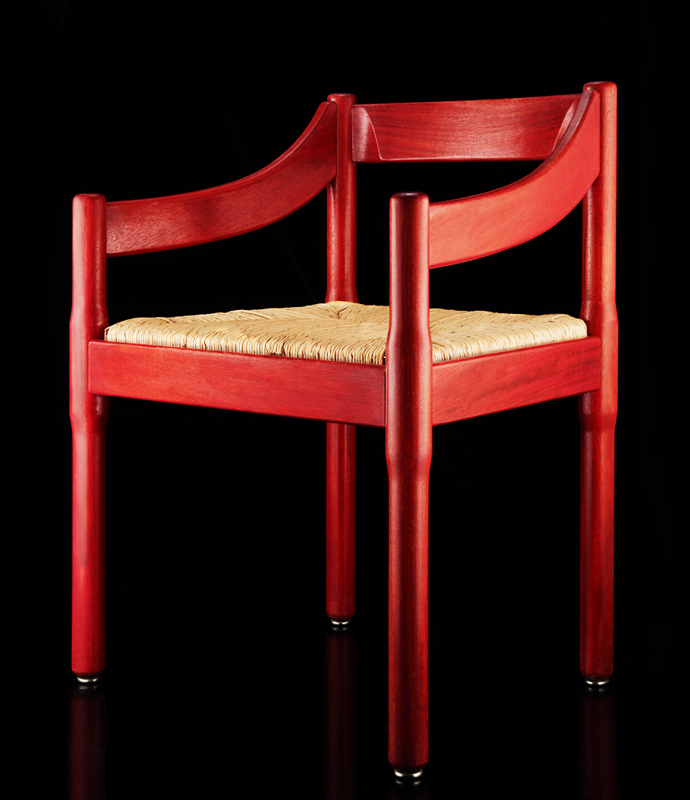
صندلی کاریماته، توسط ویکو ماجیسترتی در سال ۱۹۵۹ میلادی طراحی و توسط کاسینا تولید شد.

شرکت «آمدئو کاسینا» توسط برادران چزاره و اومبرتو کاسینا در سال ۱۹۲۷ میلادی در مدا، بریانتسا (شمال ایتالیا)، ایجاد شد. پس از جنگ جهانی، کاسینا از نظر اندازه و شهرت به گسترش خود ادامه داد و محصولاتی که طیف وسیعی از مبلمان را شامل می‌شدند، شامل صندلی، صندلی‌راحتی، میز، مبل و تخت می‌شد.

## تاریخچه
دگرگونی شرکت توسط کمیسیون کشتی‌های کروز، هتل‌ها و رستوران‌های برتر که بخش بزرگی از فعالیت شرکت را تا اواسط دههٔ شصت میلادی و پس از آن تشکیل می‌دادند، تقویت شد.
در سال ۱۹۶۴ میلادی مجموعهٔ «کاسینا ای مائستری» (استادان کاسینا) با به دست آوردن حقوق محصولات طراحی شده توسط لو کوربوزیه، پیر ژانره و شارلوت پریاند، مهم‌ترین نام‌های طراحی سدهٔ بیستم میلادی، متولد شد. اینها شامل صندلی‌های راحتی ال‌سی۱، ال‌سی۲، و ال‌سی۳، و صندلی راحتی ال‌سی۴ بود. امروزه کاسینا دارای مجوز انحصاری طرح‌های لو کوربوزیه در سراسر جهان است.
مجموعهٔ «کاسینا ای مائستری» در سال ۱۹۶۸ میلادی با به دست آوردن حقوق بازتولید برخی از اشیاء باوهاوس از باوهاوس-آرشیو در برلین، و در سال ۱۹۷۱ میلادی، طرح‌های خریت ریتفلد، فرانک لوید رایت و همین‌ طور چارلز رنی مکینتاش در ۱۹۷۲ میلادی، گسترش یافت. مجموعهٔ استادان با نشر مجدد مبلمان طراحی شده توسط اریک گونار آسپلوند در سال ۱۹۸۳ میلادی ادامه یافت؛ حقوق بازتولید از بنیاد فرانک لوید رایت (۱۹۸۶ میلادی) برای مبلمان طراحی شده توسط فرانک لوید رایت، از جمله صندلی بشکه (۱۹۳۷ میلادی) را کسب کرد؛ و سرانجام در سال ۲۰۰۴ میلادی مبلمان طراحی شده توسط شارلوت پریاند را به دست آورد.
نمایشگاه موزهٔ هنر مدرن نیویورک در سال ۱۹۷۲ میلادی، «ایتالیا: منظر داخلی جدید» که توسط امیلیو آمباز سرپرستی و با حمایت مالی کاسینا برگزار شد. در سال ۲۰۰۵ میلادی کاسینا توسط گروه پولترونا فراو خریداری شد.

## همکاران
کسانی که با کاسینا همکاری کرده‌اند عبارتند از: مایکل آناستاسیادس، رودولفو دوردونی، پیرو لیسونی، ویکو ماجیسترتی، ماریو بلینی، گائتانو پشه، جو پونتی، افرا و توبیا اسکارپا، فیلیپ استارک و مدیر هنری کاسینا، پاتریسیا اورکیولا.

## استادان
مجموعهٔ «کاسینا ای مائستری» از بازتولید مبلمان طراحی شده توسط معماران سدهٔ بیستم میلادی تشکیل شده است که توسط کاسینا بر اساس معیارهای اصالت و احترام به نمونه‌های اولیه و پروژه‌های اولیه با همکاری بنیادها و وارثان رسمی انتخاب و تولید شده است.
از جمله مؤلفینی که به مجموعهٔ «کاسینا ای مائستری» پیوستند عبارتند از: فرانکو آلبینی، اریک گونار آسپلوند، جاکومو بالا، لو کوربوزیه، چارلز رنی مکینتاش، ایکو پاریزی، شارلوت پریاند، خریت توماس ریتفلد، فرانک لوید رایت و مارکو زانوسو.

## نمایشگاه‌ها

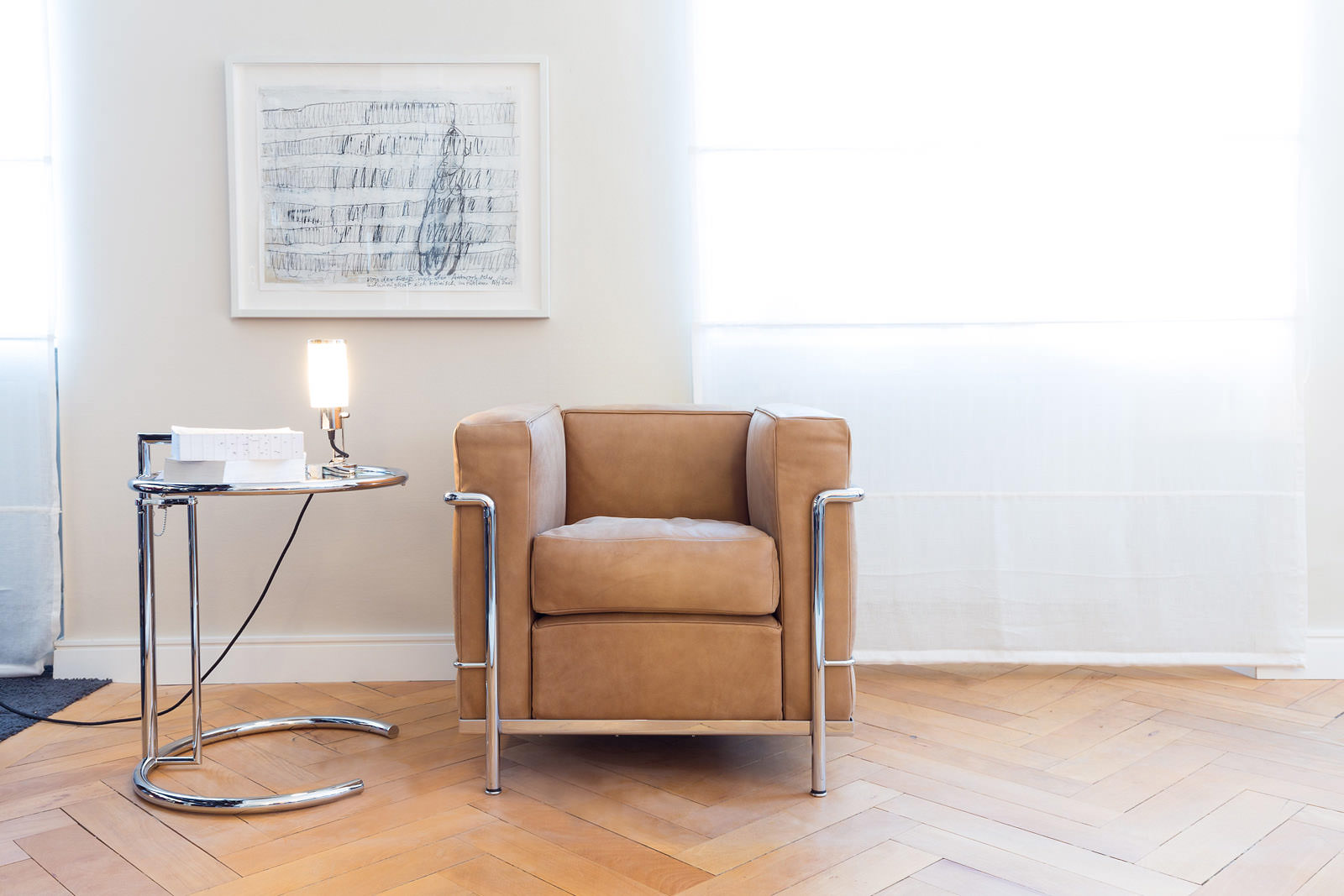
صندلی راحتی ال‌سی۲ طراحی شده توسط لو کوربوزیه، پیر ژانره و شارلوت پریاند (۱۹۲۸ میلادی) و میز کنارهٔ آیلین گری

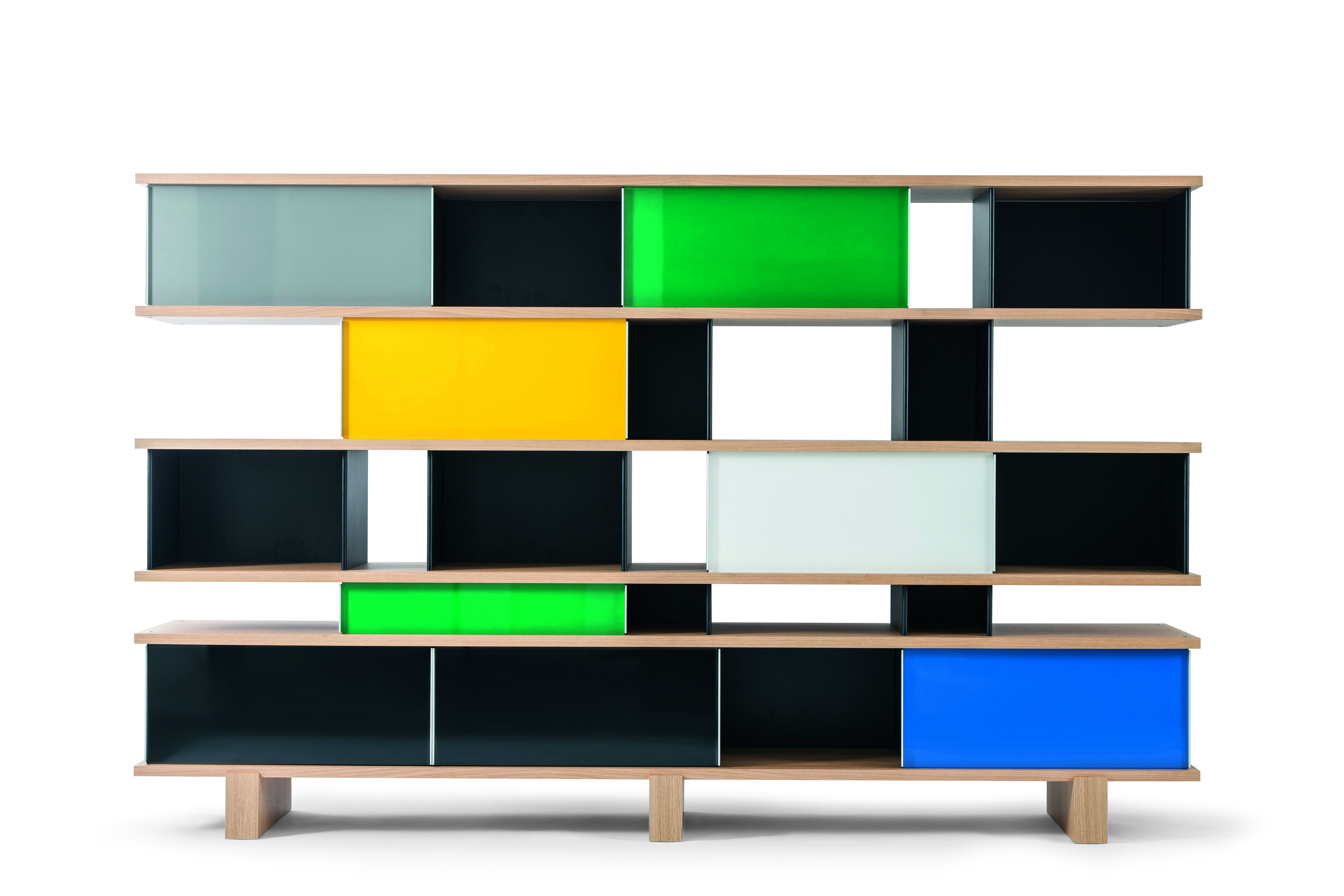
قفسهٔ کتاب نویاژ طراحی شده توسط شارلوت پریاند

- میلان
- نیویورک
- پاریس
- مادرید
- لندن